# Richard Palmiter
Richard Deforest Palmiter (* 5. April 1942 in Poughkeepsie, New York) ist ein US-amerikanischer Biochemiker und Molekulargenetiker an der University of Washington.
Palmiter erwarb 1964 einen Bachelor in Zoologie an der Duke University und 1968 mit der Arbeit Regulation of the Production of Lactose in the Mammary Gland of the Mouse einen Ph.D. bei Norman K. Wessells an der Stanford University. Als Postdoktorand arbeitete Pamlmiter bei Fotis Kafatos und bei Robert T. Schimke. Seit 1974 gehört er zum Lehrkörper der University of Washington in Seattle, hier ist er heute Professor für Biochemie. Seit 1976 forscht Palmiter zusätzlich für das Howard Hughes Medical Institute (HHMI).
Palmiter machte sich in verschiedenen Gebieten von Molekularbiologie und Tierphysiologie verdient. Frühe Arbeiten befassten sich mit der Regulation der Transkription durch Steroidhormone oder mit der Regulation und Funktion von Metallothioneinen. Bekannt ist er vor allem für seine Arbeiten mit Ralph L. Brinster, die zu der Entwicklung transgener Mäuse führte. Brinster und Palmiter entwickelten tausende verschiedene transgene Mäuse zur Beantwortung unterschiedlicher biologischer Fragestellungen. 
Palmiter arbeitet aktuell zu neuronalen Schaltkreisen, die Einfluss auf das Verhalten haben, insbesondere den Appetit. Mittels verschiedener Manipulationen (darunter neuerdings auch Methoden der Optogenetik) werden Neuronen identifiziert und auf ihre Verschaltung und Funktion untersucht, die bestimmte Proteine exprimieren, darunter AgRP und CGRP. Palmiter und Mitarbeiter gewannen wichtige Erkenntnisse über die Rolle der CGRP-exprimierenden Neuronen im Nucleus parabrachialis für Geschmack und Angst beziehungsweise die Erinnerung daran. Frühere Arbeiten befassten sich mit der Rolle von GABA, NPY oder Zink für Appetit und Futterverhalten.
Palmiter wurde 1987 Fellow der American Association for the Advancement of Science und 1988 Mitglied sowohl der National Academy of Sciences als auch der American Academy of Arts and Sciences. 1994 wurde er gemeinsam mit Ralph L. Brinster mit dem Prix Charles-Léopold Mayer ausgezeichnet.